# Apuan (Susut)
Apuan is een bestuurslaag in het regentschap Bangli van de provincie Bali, Indonesië. Apuan telt 3863 inwoners (volkstelling 2010).